# 탄일종
탄일종은 장수철(張壽哲, 1917년~1966년) 박사가 작곡하고 그의 부인 최봉춘(崔逢春, 1917~1998) 여사가 작사한 대한민국의 동요(캐롤)이다.
이 곡의 탄생배경은 이렇다. 장수철ㆍ최봉춘 부부가 참척(慘慽)의 고통을 감내한, 둘째 아들 준형(濬瀅)이 살아있을 때의 일이다. 성탄절을 맞아 교회학교에서 독창을 하게 되었는데, 교회학교의 선생님가운데 한 분이 “준형아, 아버님이 유명한 작곡가이시니 아버님께 곡을 하나 만들어 달라고 해봐.”라는 말을 하였다.
아들에게 이 말을 전해 들은 장수철ㆍ최봉춘 부부는 사랑하는 아들 준형의 교회 성탄절 행사 독창을 위해 이 곡을 작사, 작곡하였다. 이후 세계 여러 나라에 소개되어 많은 사람들에게 사랑을 받게 되었으며, 영어, 독일어, 태국어 등으로 번역되어 널리 불리는 크리스마스 캐롤 가운데 하나이다.

#### 성탄전야
(1950년 12월 24일 6ㆍ25 한국전쟁 피난길에 쓴 장수철의 일기로 (  )안은 첨부한 것임.)
푸른 성탄목 가지에 달린 오색초롱이야 못 본들 어떠냐
해마다 그리고 붙여보든 강단 뒷 벽화의 
낮은 골(고을) 벧을넴(베들레헴)이야
내가 꼭 그려야할 아무 이치도 없는 것을 이렇게 애탈리야
“탄일종이 뗑뗑뗑(땡땡땡) 멀리멀리 퍼진다.
저 깊은 산골 오막사리(오막살이)에도
또 바닷가에 사는 어부들에게도
탄일종은 들린다.”
사랑하는 준형의 귀엽든(귀여운) 음성은 영원히
들을 수 없는 것을 내 이처럼 슬퍼 무엇 하느냐
촛불로 차린 성가대원들이 오래 들어도
또 아쉰 각가지 카롤을 내 지휘 밑에
불러야만 원측(원칙)인줄 믿었던 지나간 모든 해와
금년이 다룰지로니 누구하나 옛이야기를 들려주지
않는 것을 내 어느 까닭에 깊은 한숨을 쉬었는고.
분명이 오늘은 섣달 스무나흘
이 날밤은 철들기 시작하던 어린 시절 아즈랑이(아지랑이)처럼 
먼 그때로부터 단 한번도 즐겁지 않는 밤이 없었다함을 
다시 변할 수 없는 철측(철칙)처럼 알아온 내가 
속속드리(속속들이) 외로워 운다기로서 미련치 않다고 
누가 긍정이나 할소냐
초라한 차림에 어린 것 이끌고 난을 피해 천리를
걸어야할 쓰린 이 해여, 적막한 이 밤이여
찬바람 살을 에이는 듯 몸 붙일 곳조차 바이없는
이향 이름 모를 어느 산골길은 분수에 넘도록 외롭다.
발이 무거워 옮겨도 끝이 없는 저 넘은 마을엔
혹시 빨갛게 초롱 단 교회당이라도 없나
“치워요(추워요) 얼마나 더 가요?” 자조(자주) 괴로워하는 어린것에게
이 밤이 섣달 스므나흘 밤이라고 일러주지 않았건만
“아버지 내일이 크리쓰마스지요?” 
한층 더 끊는 듯 아픔을 느끼며 등새(산등성이) 하나를 또 넘었다.
1950년 난을 피해가는
섯달 스므나흘 밤

## 연주
'탄일종’이 영어로 처음 번역되어 외국 어린이에 의해 불리게 된 것은 1955년 12월 20일이다. 
미국 콜로다도 주(州)의 스팀보트 스프링스(Streamboat Springs)시(市) 어린이들이 작곡가 장수철의 지휘에 맞추어 노래하게 된 것이다.  
다음은 장수철의 우인(友人) 제임스 웨이드(James Wade)가 번역한 ‘탄일종’의 영문 가사다. 
(1955년 12월 20일 장수철의 일기 中) 

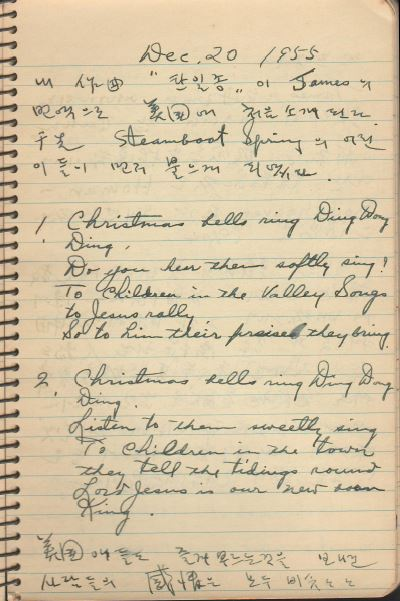

1. Christmas bells ring Ding Dong Ding
Do you hear there softly sing?
To Children in the Valley Songs to Jesus rally
So to Him their praised they bring
2. Christmas bells ring Ding Dong Ding
Listen to their sweetly sing
To Children in the Town
they tell the tidings round
Lord Jesus is our new born King

## 참고 문헌
- 악보집 「목동」, 1949년 8월 15일, 강릉사범학교
- 악보집 「크리쓰마쓰 노래 39곡집」, 1952
- 장수철  1950년 12월 24일 친필 일기와 시 ‘성탄전야’
- 장수철  1955년 12월 20일 친필 일기